# 에피텍

에피텍(EPITECH, École pour l'informatique et les nouvelles technology)은 유럽 정보 기술 연구소(European Institute of Information Technology)로 1999년에 설립된 컴퓨터 과학 고등교육 사립 기관이다.
파리 (프랑스) 남부 르크레믈랭비세트르에 본부를 두고 있으며 보르도, 렌 (프랑스), 마르세유, 릴, 리옹, 몽펠리에, 낭시, 낭트, 니스 (프랑스), 스트라스부르, 툴루즈, 레위니옹 생앙드레에 캠퍼스가 있다. 이 학교는 바르셀로나(스페인), 티라나(알바니아), 베를린(독일), 브뤼셀(벨기에)에도 위치한다.
본교는 이론보다는 실제 사례를 중심으로 강의하는 특징이 있다. 에피텍에는 컴퓨터 과학 분야의 경영자를 대상으로 하는 IT 및 기업가 정신 과정의 경영자 MBA도 있다.
이 기관은 IONIS 교육 그룹의 일부이다.